# Raulino Reitz
Padre Raulino Reitz ( * Antônio Carlos, Santa Catarina, 19 de septiembre de 1919 - 19 de noviembre de 1990) fue un religioso, botánico e historiador brasileño. Fue director del Jardín Botánico de Río de Janeiro.

## Publicaciones
- Reitz, R. 1965. Flora ilustrada catarinense.
- ----; RM Klein. 1971. Humiriáceas. 10 pp.
- ----; RM Klein. 1973. Trigoniáceras. 12 pp.

### Libros
- 1963. Frutos da imigração; história e genealogia da família Reitz; lista de imigrantes, viagens. 238 pp.
- Reitz, R; RM Klein, A Bresolin. 1973. Nictagináceas. 51 pp. Ed. Universidade Federal de Santa Catarina, Centro de Estudos Básicos, Departamento de Biologia, Divisão de Botânica (Florianópolis)
- Reitz, R; RM Klein, A Reis. 1979. Madeiras do Brasil. 320 pp.
- ----. 1982. Restauração da fauna desaparecida na baixada do Maciambu. Ed. FATMA, Florianópolis, Santa Catarina. 207 pp.
- ----. 1988. Alto Biguaçu: Narrativa cultural tetrarracial. Florianópolis : Ed. Lunardelli e UFSC. 581 pp.

- La abreviatura «Reitz» se emplea para indicar a Raulino Reitz como autoridad en la descripción y clasificación científica de los vegetales.[1]